# 1919 a sportban
1919 főbb sporteseményei a következők voltak:

## Események

### Határozott dátumú események
- július 4. – Jack Dempsey szerzi meg a nehézsúlyú világbajnoki címét, melyet 1926-ig meg is tartott. (Az első világbajnoki meccse, a 115 kilót nyomó Jess Willard ellen volt.)[1]

### Határozatlan dátumú események
- Az MTK nyeri a hadibajnokságként megrendezett NB1-et. Ez a klub hetedik bajnoki címe.
- XIV. magyar gyorskorcsolya bajnokság, melynek férfi nagytávú összetett versenyét Koronek János nyeri.[2]

## Születések
- ? – Ábrahám József, magyar labdarúgó
- ? – Joe McCabe ír hurling játékos († 2019)
- január 28. – Oliver Eggimann, svájci válogatott labdarúgó († 2002)
- január 31. – Jackie Robinson, World Series bajnok amerikai baseballjátékos, National Baseball Hall of Fame and Museum tag († 1972)
- február 26. – Rie Mastenbroek holland úszó († 2003)
- március 2. – Flórián Tibor, sakkozó, nemzetközi mester, magyar bajnok († 1990)
- március 9. – Bán Jenő, sakkozó, sakkpedagógus, szakíró († 1979)
- március 22. – Diran Manoukian, francia válogatott gyeplabdázó, olimpikon († 2020)
- április 19. – Edoardo Mangiarotti, olimpiai és világbajnok olasz tőr- és párbajtőrvívó († 2012)
- június 10. – Soós Ferenc, négyszeres világbajnok asztaliteniszező († 1981)
- június 23. – Robert Pitts, olimpiai bajnok amerikai válogatott kosárlabdázó († 2011)
- augusztus 29. – Harley Redin, amerikai kosárlabda edző, női kosárlabda hírességek csarnoka tag († 2020)
- szeptember 2. – Lance Macklin, brit autóversenyző († 2002)
- szeptember 19. – Briek Schotte belga kerékpáros († 2004)
- szeptember 24. – Gordon Carpenter, olimpiai bajnok és világbajnoki ezüstérmes amerikai válogatott kosárlabdázó († 1988)
- szeptember 29. – Kira Alekszejevna Zvorikina, női nemzetközi nagymester († 2014)
- november 2. – Jozef Balázsy, csehszlovák válogatott labdarúgó († 1998)
- november 19. – Hein ten Hoff, amatőr Európa-bajnok német ökölvívó († 2003)
- december 6. – Jimmy Bivins, amerikai bokszoló
- december 11. – Paavo Aaltonen, finn tornász († 1962)
- december 12. – José Villalonga Llorente, Európa-bajnok spanyol labdarúgóedző († 1973)
- december 14. – Sándor Béla, sakkozó, nemzetközi mester, magyar bajnok († 1978)
- december 17. – Tini Wagner, holland úszó

## Halálozások
| Halálozás      | Név              | Nemzetiség, sportág, eredmények                                                    | Születés |
| -------------- | ---------------- | ---------------------------------------------------------------------------------- | -------- |
| január 23.     | John Newell      | amerikai baseballjátékos                                                           | 1868     |
| január 8.      | Jim O’Rourke     | amerikai baseballjátékos, menedzser, National Baseball Hall of Fame and Museum tag | 1850     |
| március 1.     | Sven Forssman    | olimpiai bajnok svéd tornász                                                       | 1882     |
| március 24.    | John Bates       | amerikai baseballjátékos                                                           | 1868     |
| május 16.      | Germany Schaefer | amerikai baseballjátékos                                                           | 1876     |
| augusztus 21.  | Bob Clark        | amerikai baseballjátékos                                                           | 1863     |
| augusztus 21.  | Lawrence Doherty | olimpiai bajnok, Wimbledon és US Open bajnok brit teniszező                        | 1875     |
| szeptember 20. | Cy Seymour       | amerikai baseballjátékos                                                           | 1872     |